# Festival Internacional de Cine de Venecia de 1989
La 46ª edición del Festival Internacional de Cine de Venecia tuvo lugar entre el 4 y el 15 de septiembre de 1989.

## Jurados
Las siguientes personas fueron seleccionadas para formar parte del jurado de esta edición:
- Andréi Smirnov: Presidente
- Néstor Almendros
- Pupi Avati
- Klaus Maria Brandauer
- Danièle Heymann
- Eleni Karaindrou
- Mariangela Melato
- David Robinson
- Xie Jin
- John Landis

## Selección oficial

### En Competición
Las películas siguientes compitieron para el León de Oro:
| Título en español                           | Título original                   | Director(es)          | País           |
| ------------------------------------------- | --------------------------------- | --------------------- | -------------- |
| Et la lumière fut                           | Et la lumière fut                 | Otar Iosseliani       | Francia        |
| Australia                                   | Australia                         | Jean-Jacques Andrien  | Bélgica        |
| Berlín-Jerusaleén                           | Berlin-Yerushalaim                | Amos Gitai            | Israel         |
| Ojos azules                                 | Ojos azules                       | Reinhard Hauff        | RFA            |
| Christian. En busca del amor                | Christian]]                       | Gabriel Axel          | Dinamarca      |
| Ciudad doliente                             | Beiqíng chéngshì                  | Hou Hsiao-hsien       | Taiwán         |
| Una noche de claro de luna                  | In una notte di chiaro di luna    | Lina Wertmüller       | Italia         |
| La muerte de un maestro de té               | Sen no Rikyu: Honkakubô ibun      | Kei Kumai             | Japón          |
| Quiero volver a casa                        | I Want to Go Home                 | Alain Resnais         | Francia        |
| Island                                      | Island                            | Paul Cox              | Australia      |
| Layla, My Reason                            | Layla                             | Taieb Louhichi        | Argelia        |
| Clinicamente muerto, sexualmente vivo       | M' agapas?                        | Giorgos Panousopoulos | Grecia         |
| New Year's Day                              | New Year's Day                    | Henry Jaglom          | Estados Unidos |
| Fallgropen                                  | Fallgropen                        | Vilgot Sjöman         | Suecia         |
| Recuerdos de la casa amarilla               | Recordações da Casa Amarela       | João César Monteiro   | Portugal       |
| She's Been Away                             | She's Been Away                   | Peter Hall            | Reino Unido    |
| Sitting on a Branch, Enjoying Myself        | Sedím na konári a je mi dobre     | Juraj Jakubisko       | Checoslovaquia |
| Scugnizzi                                   | Scugnizzi                         | Nanni Loy             | Italia         |
| De repente un día                           | Ek Din Achanak                    | Mrinal Sen            | India          |
| Tamara Aleksandrovna's Husband and Daughter | Muzh i doch' Tamary Aleksandrovny | Olga Narutskaya       | Soviet Union   |
| El sueño del mono loco                      | El sueño del mono loco            | Fernando Trueba       | España         |
| ¿Qué hora es?                               | Che ora è?                        | Ettore Scola          | Italia         |
| La mujer de Rose Hill                       | La femme de Rose Hill             | Alain Tanner          | Suiza          |

### Eventos especiales
Las películas siguientes fueron seleccionadas para ser exhibidas como eventos especiales:
| Título en español           | Título original             | Director(es)                    | País    |
| --------------------------- | --------------------------- | ------------------------------- | ------- |
| Dekalog                     | Dekalog                     | Krzysztof Kieslowski            | Polonia |
| Il Poliedro di Leonardo     | Il Poliedro di Leonardo     | Filippo Mileto, Vittorio Giacci | Italia  |
| Ja služil v ochraně Stalina | Ja služil v ochraně Stalina | Semyon Aranovich                | URSS    |
| Rouge Venise                | Rouge Venise                | Etienne Périer                  | Francia |
| The Mahabharata             | The Mahabharata             | Peter Brook                     | Bélgica |

## Otras Secciones

### Venezia Notte
Las películas siguientes fueron seleccionadas para ser exhibidas en la sección Venezia Notte:
| Título en español                             | Título original                                 | Director(es)      | País           |
| --------------------------------------------- | ----------------------------------------------- | ----------------- | -------------- |
| El club de los poetas muertos                 | Dead Poets Society                              | Peter Weir        | Estados Unidos |
| Der Atem                                      | Der Atem                                        | Niklaus Schilling | RFA            |
| Donator                                       | Donator                                         | Veljko Bulajić    | Yugoslavia     |
| El poder de un dios                           | Es ist nicht leicht ein Gott zu sein            | Peter Fleischmann | RFA            |
| Fuerza mayor                                  | Force majeure                                   | Pierre Jolivet    | Francia        |
| Indiana Jones y la última cruzada             | Indiana Jones and the Last Crusade              | Steven Spielberg  | Estados Unidos |
| Johnny el guapo                               | Johnny Handsome                                 | Walter Hill       | Estados Unidos |
| Escenas de la lucha de sexos en Beverly Hills | Scenes From the Class Struggle in Beverly Hills | Paul Bartel       | Estados Unidos |
| Una historia de chicos y chicas               | Storia di ragazzi e di ragazze                  | Pupi Avati        | Italia         |
| Tiempo de matar                               | Tempo di uccidere                               | Giuliano Montaldo | Italia         |
| El cocinero, el ladrón, su mujer y su amante  | The Cook, the Thief, His Wife and Her Lover     | Peter Greenaway   | Reino Unido    |

### Orizzonti
Las películas siguientes fueron seleccionadas para ser exhibidas en la sección Orizzonti:
| Título en español       | Título original         | Director(es)                   | País         |
| ----------------------- | ----------------------- | ------------------------------ | ------------ |
| Guerreros y cautivas    | Guerreros y cautivas    | Edgardo Cozarinsky             | Argentina    |
| Guests of Hotel Astoria | Guests of Hotel Astoria | Mohamed Reza Allamehzadeh      | Países Bajos |
| Hanna Monster, Liebling | Hanna Monster, Liebling | Christian Berger               | Austria      |
| Les baisers de secours  | Les baisers de secours  | Philippe Garrel                | Francia      |
| O Recado das Ilhas      | O Recado das Ilhas      | Ruy Alberto Duarte de Carvalho | Angola       |
| Seven Women             | Sieben Frauen           | Rudolf Thome                   | RFA          |

## Secciones independientes

### Semana de la crítica Internacional
Las películas siguientes fueron seleccionadas para la 4ª Semana Internacional de la Crítica del Festival de Cine de Venecia:
| Título en España    | Título original     | Director(es)          | País      |
| ------------------- | ------------------- | --------------------- | --------- |
| Chameleon Street    | Chameleon Street    | Wendell B. Harris Jr. | EE. UU.   |
| Corsa di primavera  | Corsa di primavera  | Giacomo Campiotti     | Italia    |
| Koma                | Koma                | Nijole Adomenajte     | URSS      |
| O Sangue            | O Sangue            | Pedro Costa           | Portugal  |
| Il prete bello      | Il prete bello      | Carlo Mazzacurati     | Italia    |
| Jaded               | Jaded               | Oja Kodar             | EE. UU.   |
| Un mundo sin piedad | Un monde sans pitié | Éric Rochant          | Francia   |
| Homebound           | Kotia päin          | Ilkka Järvi-Laturi    | Finlandia |
| Lover Boy           | Lover Boy           | Geoffrey Wright       | Australia |

## Retrospectivas
Risguardi -Evgenij Bauer
| Título español        | Título original       | Año  |
| --------------------- | --------------------- | ---- |
| Ditja bol'šogo goroda | Ditja bol'šogo goroda | 1914 |

Risguardi -Michal Waszynski
| Título español | Título original | Año  |
| -------------- | --------------- | ---- |
| The Dybbuk     | The Dybbuk      | 1937 |

Omaggio a Carl Theodor Dreyer per il centenario della nascita
| Título español | Título original | Año  |
| -------------- | --------------- | ---- |
| Ordet          | Ordet           | 1955 |

Venezia Risguardi - Omaggio a Charles Chaplin
| Título español           | Título original          | Año  |
| ------------------------ | ------------------------ | ---- |
| Cómo hacer películas     | How to Make Movies       | 1918 |
| Kid Auto Races at Venice | Kid Auto Races at Venice | 1914 |

Venezia Risguardi - Omaggio a Jean Cocteau
| Título español                          | Título original                         | Director(es)                       | Año  |
| --------------------------------------- | --------------------------------------- | ---------------------------------- | ---- |
| La sangre de un poeta                   | Le Sang d'un poète                      | Jean Costeau                       | 1932 |
| L'éternel retour                        | L'éternel retour                        | Jean Delannoy                      | 1943 |
| Le baron fantôme                        | Le baron fantôme                        | Serge de Poligny                   | 1943 |
| Las damas del bosque de Bolonia         | Les Dames du bois de Boulogne           | Robert Bresson                     | 1945 |
| La bella y la bestia                    | La Belle et la Bête                     | Jean Costeau                       | 1946 |
| La voce umana                           | La voce umana                           | Roberto Rossellini                 | 1948 |
| Les noces de sable                      | Les noces de sable                      | André Zwoboda                      | 1948 |
| Romantici a Venezia                     | Romantici a Venezia                     | Luciano Emmer, Enrico Gras         | 1948 |
| El águila de dos cabezas                | L'Aigle à deux têtes                    | Jean Costeau                       | 1948 |
| Los padres terribles                    | Les Parents terribles                   | Jean Costeau                       | 1948 |
| Les enfants terribles                   | Les enfants terribles                   | Jean-Pierre Melville, Jean Cocteau | 1950 |
| Orfeo                                   | Orphee                                  | Jean Cocteau                       | 1950 |
| La corona negra                         | La corona negra                         | Luis Saslavsky                     | 1951 |
| La Villa Santo-Sospir                   | La Villa Santo-Sospir                   | Jean Costeau                       | 1952 |
| Eine Melodie - vier Maler               | Eine Melodie - vier Maler               | Herbert Seggelke                   | 1955 |
| 8 X 8                                   | 8 X 8                                   | Jean Costeau                       | 1957 |
| Le bel indifférent                      | Le bel indifférent                      | Jacques Demy                       | 1957 |
| Musée Grévin                            | Musée Grévin                            | Jacques Demy                       | 1959 |
| El testamento de Orfeo                  | L'Aigle à deux têtes                    | Jean Costeau                       | 1959 |
| La princesa de Clèves                   | La princesse de Clèves                  | Jean Delannoy                      | 1961 |
| La Voix Humaine                         | La Voix Humaine                         | Michael Lonsdale                   | 1983 |
| Jean Cocteau: Autoportrait d'un inconnu | Jean Cocteau: Autoportrait d'un inconnu | Edgardo Cozarinsky                 | 1985 |

## Sección oficial-Venecia 46

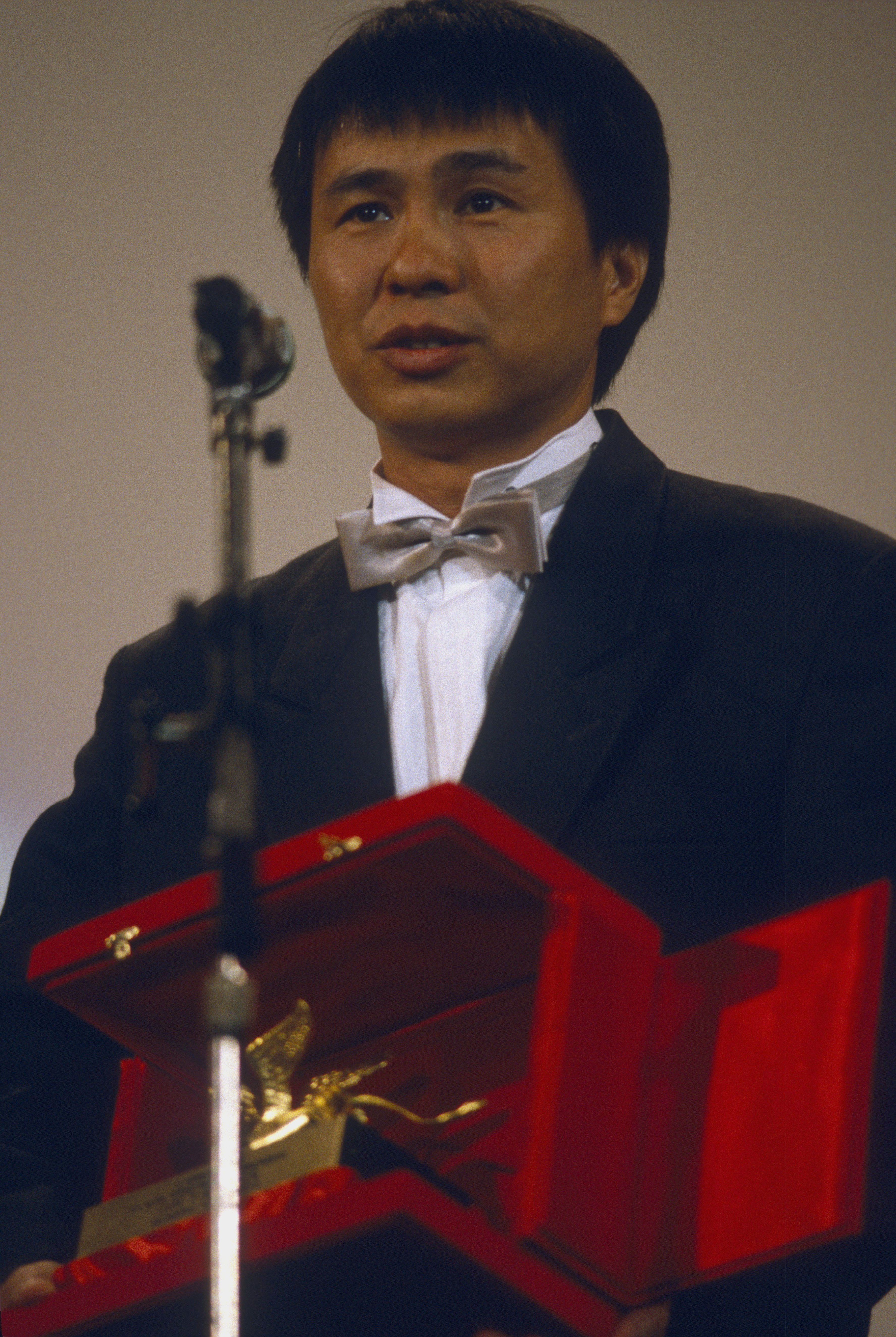
Hou Hsiao-hsien, ganador del León de Oro en el 46.º Festival de Venecia

Las siguientes películas fueron premiadas en el festival:
- León de Oro a la mejor película: Ciudad doliente de Hou Hsiao-hsien
- León de Plata: 
  - Recuerdos de la casa amarilla de João César Monteiro
  - La muerte de un maestro de té de Kei Kumai
- Premio especial del jurado: Et la lumière fut de Otar Iosseliani
  - Golden Osella a la mejor fotografía: Giorgos Arvanitis por Australia
  - Golden Osella al mejor guion: Jules Feiffer por  Quiero volver a casa
  - Golden Osella a la mejor BSO: Claudio Mattone por Scugnizzi
- Copa Volpi al mejor actor:  Massimo Troisi y Marcello Mastroianni por ¿Qué hora es?
- Copa Volpi a la mejor actriz: Peggy Ashcroft & Geraldine James por She's Been Away
- León de Oro a la trayectoria: Robert Bresson
- Medalla de oro del Presidente del Senado italiano: Scugnizzi de Nanni Loy

## Otros premios
Las siguientes películas fueron premiadas en otros premios de la edición: 
- Golden Ciak:
  - Mejor película - Quiero volver a casa por Alain Resnais
  - Mejor Actor - Massimo Troisi por ¿Qué hora es?
  - Mejor Actriz -  Peggy Ashcroft por She's Been Away
- Premio FIPRESCI:
  - Semana de la crítica - Un mundo sin piedad de Eric Rochant
  - Competición - Dekalog por Krzysztof Kieślowski
- Premio OCIC: ¿Qué hora es? de Ettore Scola

Mención especial: De repente un día de Mrinal Sen
- Premio UNICEF: Reinhard Hauff por Ojos azules
- Premio Pasinetti:
  - Mejor película - Quiero volver a casa por Alain Resnais
  - Mejor Actor - Massimo Troisi por ¿Qué hora es?
  - Mejor Actriz - Peggy Ashcroft por She's Been Away
- Premio Pietro Bianchi: Francesco Rosi
- Pequeño León de Oro: 
  - Scugnizzi de Nanni Loy
  - She's Been Away de Peter Hall
- Premio Elvira Notari: Olga Narutskaya por Muzh i doch' Tamary Aleksandrovny
- Premio Filmcritica "Bastone Bianco":
  - Nanni Moretti por Vaselina roja

Mención especial:
- - Otar Iosseliani por Et la lumière fut
  - Amos Gitai por  Berlín-Jerusaleén
  - João César Monteiro por Recuerdos de la casa amarilla
- Premio Sergio Trasatti: Peter Hall por She's Been Away
- Premio Niños y Cine: Krzysztof Kieślowski por Dekalog
- Premio Kodak-Cinecritica: Un mundo sin piedad de Eric Rochant